# Litery (czasopismo)
Litery – miesięcznik wydawany w latach 1962–1974 w Gdańsku. Pismo o tematyce społeczno-kulturalnej; obok zagadnień życia kulturalnego Pomorza, a zwłaszcza ziemi gdańskiej, miesięcznik publikował m.in. dokumenty i wspomnienia z dziejów regionu, a także ludową twórczość mieszkańców Kaszub, Kociewia i Powiśla.

## Historia
Litery ukazały się w styczniu 1962 roku po likwidacji periodyku Kaszëbë. W ciągu całego okresu edycji opublikowano 155 numerów o nakładzie 3–5 tysięcy egzemplarzy, objętości 32–40 stron. Stanowisko redaktora naczelnego pełnili kolejno: Waldemar Slawik (1962–1963), Edgar Milewski (1963–1973), Andrzej Cybulski (1973–1974). Zastępcą redaktora naczelnego był Tadeusz Bolduan, natomiast  za szatę graficzną odpowiedzialny był Ryszard Stryjec, w którego pracowni zrodziły się liczne exlibrisy z godłem Kaszubów i Pomorza umieszczane w miesięczniku. Szczególne miejsce w Literach zajmowała literatura oraz tematyka historyczna regionu gdańskiego. Periodyk stanowił promocję życia kulturalnego dawnego województwa gdańskiego, a także twórczość lokalnego środowiska literackiego. Drukowano również prace gdańskich plastyków. Poza promowaniem regionu gdańskiego poruszano w Literach tematykę krajów skandynawskich. Redakcja czasopisma „Litery” przyznawała swoje doroczne honorowe wyróżnienie Order Stańczyka za osiągnięcia w dziedzinie kultury, nauki i sztuki, szczególnie znaczące dla rozwoju Ziemi Gdańskiej. W 1968 roku z inicjatywy Zespołu do Spraw Wydawnictw i Krytyki Artystycznej podjęto próbę oceny pracy i działalności zespołu redakcyjnego i kolegium gdańskiego miesięcznika. Do opracowania wstępnej analizy powołano zespół w składzie: Grażyna Bral, Bolesław Fac, Kazimierz Łastawiecki, Tadeusz Rafałowski i Sławomir Sierecki. Zakończone w 1974 roku edytowanie czasopisma miało związek z pojawieniem się tygodnika „Czas”. Wszystkie numery miesięcznika Litery poddane zostały digitalizacji, dostępne są w Bałtyckiej Bibliotece Cyfrowej. 